# Puiești (gmina w okręgu Buzău)
Puiești – gmina w Rumunii, w okręgu Buzău. Obejmuje miejscowości Dăscălești, Lunca, Măcrina, Nicolești, Plopi, Puieștii de Jos i Puieștii de Sus. W 2011 roku liczyła 4146 mieszkańców.